# Lopezia pubescens
Lopezia pubescens är en dunörtsväxtart som beskrevs av Carl Sigismund Kunth. Lopezia pubescens ingår i släktet enmansblommor, och familjen dunörtsväxter. Inga underarter finns listade i Catalogue of Life.